# Wollkopfgeier
Der Wollkopfgeier (Trigonoceps occipitalis) ist ein Greifvogel aus der Unterfamilie der Altweltgeier (Aegypiinae). Die Gattung Trigonoceps ist monotypisch, das heißt, der Wollkopfgeier ist die einzige Art der Gattung. Dieser Geier hat ein stark disjunktes Verbreitungsgebiet in Afrika südlich der Sahara. 
Aufgrund des anhaltenden Bestandsrückganges stuft die IUCN die Art als vom Aussterben bedroht („critically endangered“) ein.

## Beschreibung
Wollkopfgeier sind mittelgroße Altweltgeier mit langen Flügeln und einem leicht gerundeten Schwanzende. Die Körperlänge beträgt 72–82 cm, die Flügelspannweite 207–223 cm und das Gewicht 3,3–5,3 kg. Der befiederte Teil des Kopfes, der Hals, Unterbauch, Hosen und Unterschwanzdecken sind weiß, da hier die Deckfedern fehlen und das weiße Dunengefieder freiliegt. Bei den Weibchen sind außerdem die inneren Armschwingen weiß. Die Oberseite und die übrige Unterseite sind schwärzlich braun, die mittleren Oberflügeldecken sind heller bräunlich. Die Kopfdunen bilden eine angedeutete Haube am Hinterkopf. Das Artepitheton occipitalis deutet auf diese Besonderheit hin (lateinisch occiput = Hinterkopf). Der unbefiederte Teil des Kopfes und des Vorderhalses sind pastellrosa, bei Erregung färben sich diese Bereiche intensiver rot. Die Iris ist dunkelgelb. Die Wachshaut und die Basis des Unterschnabels sind kräftig blass kobaltblau gefärbt, der übrige Schnabel ist orangerot. Die unbefiederten Teile der Beine und die Zehen sind rosa, die kräftigen Krallen sind schwarz. 

## Verbreitung und Lebensraum

Verbreitung des Wollkopfgeiers:
Ganzjähriges Vorkommen
Wahrscheinlich ganzjähriges Vorkommen
Überwinterungsgebiete
Population erloschen
Population wahrscheinlich erloschen

Das disjunkte Verbreitungsgebiet umfasst weite Teile Afrikas südlich der Sahara vom Senegal im Westen über den Sudan bis nach Eritrea im Osten. Im Süden erreicht er die nördlichen Teile von Südafrika bis zum Oranjefluss.
Die Art bewohnt in erster Linie Savannen, mit Dornbüschen bestandenes Offenland und spärlich bewaldetes Grasland. Bei der Nahrungssuche werden auch dichter bewaldete Gebiete und völlig unbewaldete Landschaften bis hin zu Halbwüsten aufgesucht. Wollkopfgeier kommen bis in 4000 m Höhe vor.

## Ernährung

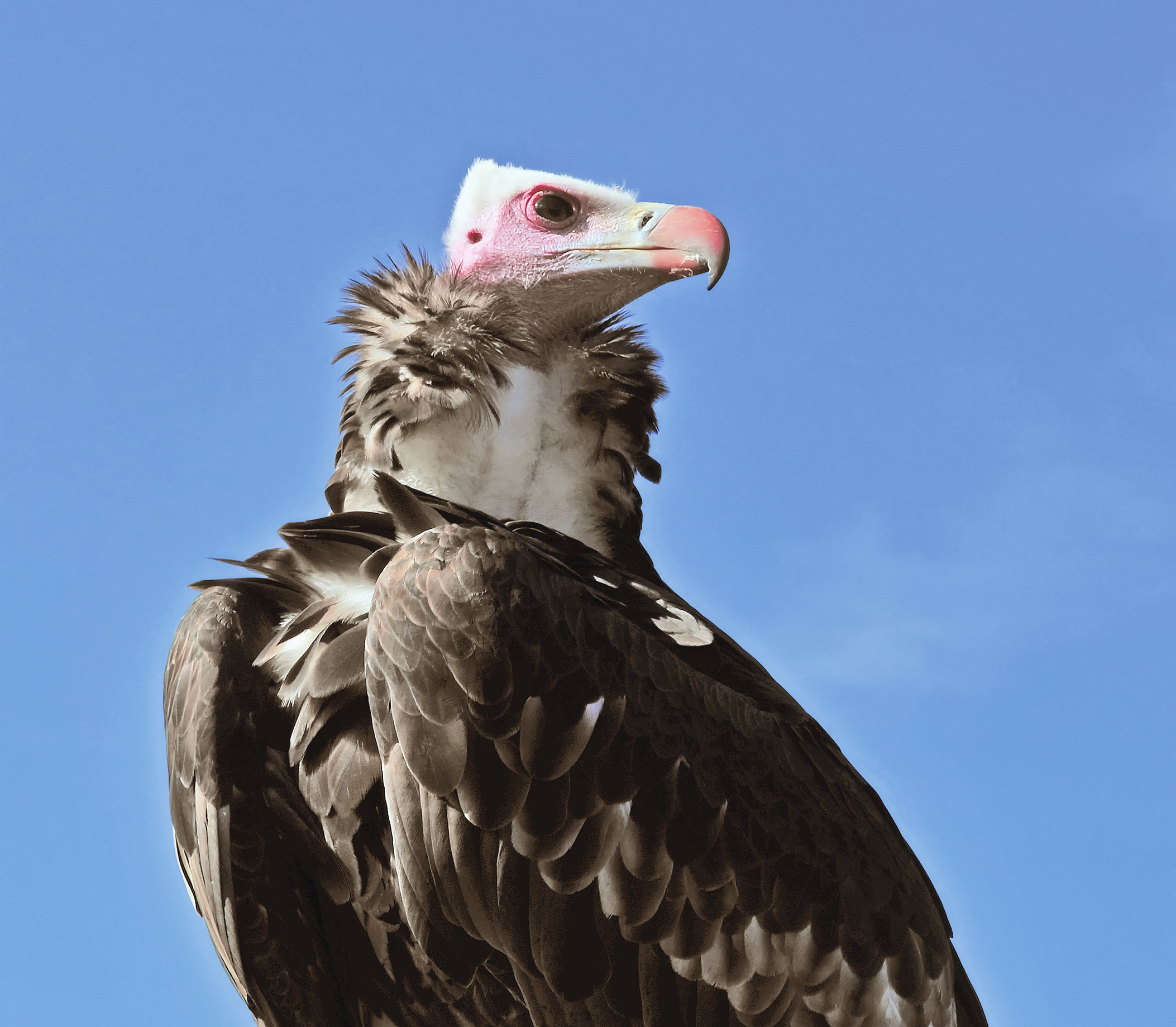
Porträt eines Wollkopfgeiers

Die Nahrung besteht überwiegend aus Aas aller Art. Weiterhin erbeuten Wollkopfgeier nestjunge Flamingos und vermutlich auch kleine Säuger, Vögel und Reptilien. Auch angeschwemmte Fische an Ufern und Stränden, sowie Heuschrecken, andere große Insekten und deren Larven sowie Termiten gehören zum Nahrungsspektrum. Gelegentlich parasitieren die Tiere bei anderen Greifvogelarten und Marabus. Die Art trifft oft als erste an größerem Aas ein, ist dort aber nicht dominant und muss daher bald größeren Geiern den Vortritt lassen. 

## Fortpflanzung
Wollkopfgeier brüten paarweise. Die Balz besteht aus gemeinsamem Kreisen über dem Brutrevier und eng benachbartem Sitzen in Nestnähe. Das Nest wird bevorzugt auf der Krone einer Akazie oder eines anderen flachkronigen Baumes angelegt. Es wird aus Zweigen gebaut, mit Gras und Haaren ausgepolstert und hat einen Durchmesser von 80–170 cm und eine Höhe von 20–60 cm. Es wird nur ein Ei gelegt, dass von beiden Eltern etwa 51 bis 56 Tage lang bebrütet wird. Der Jungvogel ist nach 110 bis 120 Tagen flügge. Das Brutgeschehen wird stark durch die Niederschlagsmenge beeinflusst, in Jahren mit unterdurchschnittlichen Regenmengen setzen bis zu 61 % der Brutpaare eines Gebietes mit der Brut aus.

## Bestand und Gefährdung
Die Bestandsentwicklung ist regional unterschiedlich, insgesamt hat der Bestand in den letzten Jahrzehnten jedoch massiv abgenommen. Starke Bestandsabnahmen waren in Westafrika seit den frühen 1940er Jahren zu verzeichnen, im südlichen Afrika ist die Art heute weitgehend auf Reservate beschränkt. BirdLife International schätzt den Gesamtbestand adulter Wollkopfgeier auf 2.5000 bis höchstens 10.000 Vögel.
Hauptrückgangsursachen sind offenbar Nahrungsmangel infolge der Reduktion des Bestandes von Kleinsäugern und größeren Beutetieren sowie Lebensraumzerstörung infolge von Nutzungsänderungen. Weitere bestandsgefährdende Faktoren sind Vergiftungen durch Giftköder und Störungen am Nest. Aufgrund des anhaltenden Bestandsrückganges stuft die IUCN die Art weltweit als vom Aussterben bedrohnt ("critically endangered") ein.